# Estació de Camporrobles
Camporrobles és una estació de ferrocarril situada al municipi espanyol de Camporrobles, a la província de València. Té serveis de mitjana distància, encara estan suspesos des del 8 de gener de 2021.

## Història
L'estació va ser inaugurada oficialment el 25 de novembre de 1947 sota el comandament de RENFE creada 1941 amb la nacionalització del ferrocarril a Espanya; si bé prestava servei des de juliol de 1942 Quan es va obrir el tram entre Utiel i l'estació d'Enguídanos, adjacent al viaducte de Narboneta, finalitzada en 1947. No obstant això poc tenia a veure la nova companyia estatal en una línia que es havia gestat molt abans i que la difícil orografia i la Guerra Civil es van encarregar de retardar. La infraestructura s'emmarca Dins de la línia Conca-Utiel que buscava unir el Traçat Madrid-Aranjuez-Conca amb l'Utiel-València per crear el que sumi època es va conèixer com el ferrocarril directe de Madrid a València. Inicialment adjudicada a la Constructora Bernal, les obres fuerón Finalment iniciades 1926 per l'empresa Cesaraugusta S.A. qui comprèn els Drets a la anterior.4 La Guerra Civil marca la rescissió del Contracte 1936 i l'obertura parcial de Alguns trams més amb fines militars que civils. Conclòs el conflicte una nova constructora anomenada ABC rematar l'obra incloent alguns viaductes especialment Complexos Fins a la inauguració total por Part del general Franco a 1947.
Entre 1993 i 1997 va ser terminal Est de la línia C-3 de Rodalies de València.

## Serveis ferroviaris
| Línia MD | Trens    | Origen/Destí                  |  | Destí/Origen         |
| -------- | -------- | ----------------------------- |  | -------------------- |
| 48       | Regional | Madrid-Atocha Aranjuez Cuenca |  | Utiel Valencia-Norte |